# José Creixell
José Creixell de Moral (Ciudad de México, 15 de enero de 1908 - 20 de septiembre de 2003) fue un arquitecto mexicano. Fue representante del estilo art déco y del funcionalismo de los 40 y 50 en la Ciudad de México. Colaborador de otros importantes arquitectos como Luis Barragán y Enrique del Moral. Fue fundador y miembro de Academia Mexicana de Arquitectura y miembro vitalicio del Colegio de Arquitectos. Algunas de sus construcciones son icónicas de la colonia Condesa de la Ciudad de México.

## Biografía
Estudió en la Academia de Bellas Artes de la Universidad Nacional de México, graduándose en 1933.
Durante la década de los 30 colaboró muy cercanamente con Luis Barragán, realizando importantes obras en las colonias Cuauhtémoc y Condesa. Se han documentado cerca de 400 obras construidas por él.
Entre 1934 y 1978 fue profesor en la Escuela de Arquitectura de la Universidad Nacional Autónoma de México. Tras el terremoto de 1979 asesoró al gobierno del entonces Departamento del Distrito Federal en lo referente a construcciones dañadas.
Fue también autor de diversas obras en temas de arquitectura especialmente en lo referente a estabilidad de las construcciones y antisismisidad.

## Obras arquitectónicas
- Edificio Major. (1950). Centro Histórico de la Ciudad de México.[6]
- Edificio de apartamentos. Colonia Cuauhtémoc, Ciudad de México. En colaboración con Luis Barragán.
- Edificio La Esmeralda. Colonia Hipódromo, Ciudad de México.[7]
- Templo de la Inmaculada Concepción. (1942). Colonia Condesa.[8]
- Edificio Puebla (1940) en la calle 5 de Mayo número 43, en el Centro Histórico de la Ciudad de México

## Obra escrita
- Creixell, José (1992). Estabilidad de las construcciones. Reverté. ISBN 9789686708028.